# 漢森角 (南喬治亞群島)
漢森角（英語：Hansen Point），是南極洲的海岬，位於南喬治亞群島，處於工廠角和海港角之間，由英國研究隊命名和繪入地圖，由英國海外領土管轄。